# Fiat Barchetta
Der Fiat Barchetta [barˈketːa] (Type 183) ist ein Roadster, der von dem italienischen Automobilhersteller Fiat von Anfang 1995 bis Mitte 2005 gebaut wurde. Das Modell wurde nach dem italienischen Wort für kleines Boot oder Bötchen benannt. Der offene, zweitürige Zweisitzer basierte auf der Plattform des Fiat Punto der ersten Generation. Er gilt als Antwort auf den Erfolg von Mazdas Roadster MX-5.

## Design
Das Design stammt von Andreas Zapatinas, der auch andere Cabriolets zeichnete (u. a. den BMW Z8). Das Auto wurde beim Karosseriebauer Maggiora in Chivasso größtenteils von Hand zusammengesetzt. Nach dem Konkurs von Maggiora verlagerte Fiat die Produktion in das Werk Mirafiori.
Charakteristisch für die Karosserie sind rahmenlose Seitenscheiben, in die Tür eingelassene Türgriffe sowie ein unter eine Abdeckung vollständig versenkbares Verdeck. Letzteres ist grundsätzlich manuell zu betätigen und mit einer Kunststoffheckscheibe ausgestattet. Der Kofferraum fasst mit einem Volumen von 165 Litern drei Getränkekisten; bei geschlossenem Verdeck lässt sich außerdem das Verdeckfach als zusätzlicher Stauraum nutzen. Ein Hardtop mit heizbarer Heckscheibe war als Sonderausstattung verfügbar. Das Cockpit mit den charakteristischen Rundinstrumenten knüpft an die Sportwagentradition von Fiat an. Die Fiat Barchetta war eines der ersten Großserienfahrzeuge mit Klarglasscheinwerfern.

## Motor
Der 1,8-l-Vierzylinder-Saugmotor leistet 96 kW (131 PS) und hat ein maximales Drehmoment von 164 Nm bei 4300/min. Der gleiche Motor wurde ab 1996 auch im Fiat Coupé verwendet. Nach Angaben des Herstellers erreicht der Barchetta mit ihm eine Höchstgeschwindigkeit von 200 km/h, beschleunigt von 0–100 km/h in 8,9 Sekunden und verbraucht nach 99/100/EG 8,4 l/100 km (kombiniert). Er hält die Abgasnorm Euro 3 ein.
Der Motor stammt aus der Familie »modulare Motore Fiat Pratola Serra«, benannt nach dem Produktionswerk FMA Fabbrica Motori Automobilistici in Pratola Serra (dieser Standort kam mit Alfa Romeo 1987 zu Fiat). In ähnlicher Form gibt es diesen Motor in zahlreichen weiteren Modellen von Fiat und im Lancia Lybra. Er ist konstruktiv den Alfa Romeo-Twin-Spark-Triebwerken der neuen Generation ähnlich.
Im Lauf der Produktionszeit des Fiat Barchetta wurden verschiedene Varianten dieses Motors eingesetzt, die sich in konstruktiven Details unterscheiden und auch unterschiedliche Abgasnormen erfüllen.
Von Produktionsbeginn bis 1998 hatte er einen Ansaugkrümmer aus Aluminium, und der Luftmassenmesser war direkt am Luftfilter montiert. Ab Mai 1998 gab es ein aus Kunststoff gefertigtes Saugrohr variabler Länge, und der Luftmassenmesser saß direkt am Ansaugkrümmer. Diese Motoren haben den Schriftzug VIS für variable intake system auf dem Ventildeckel.

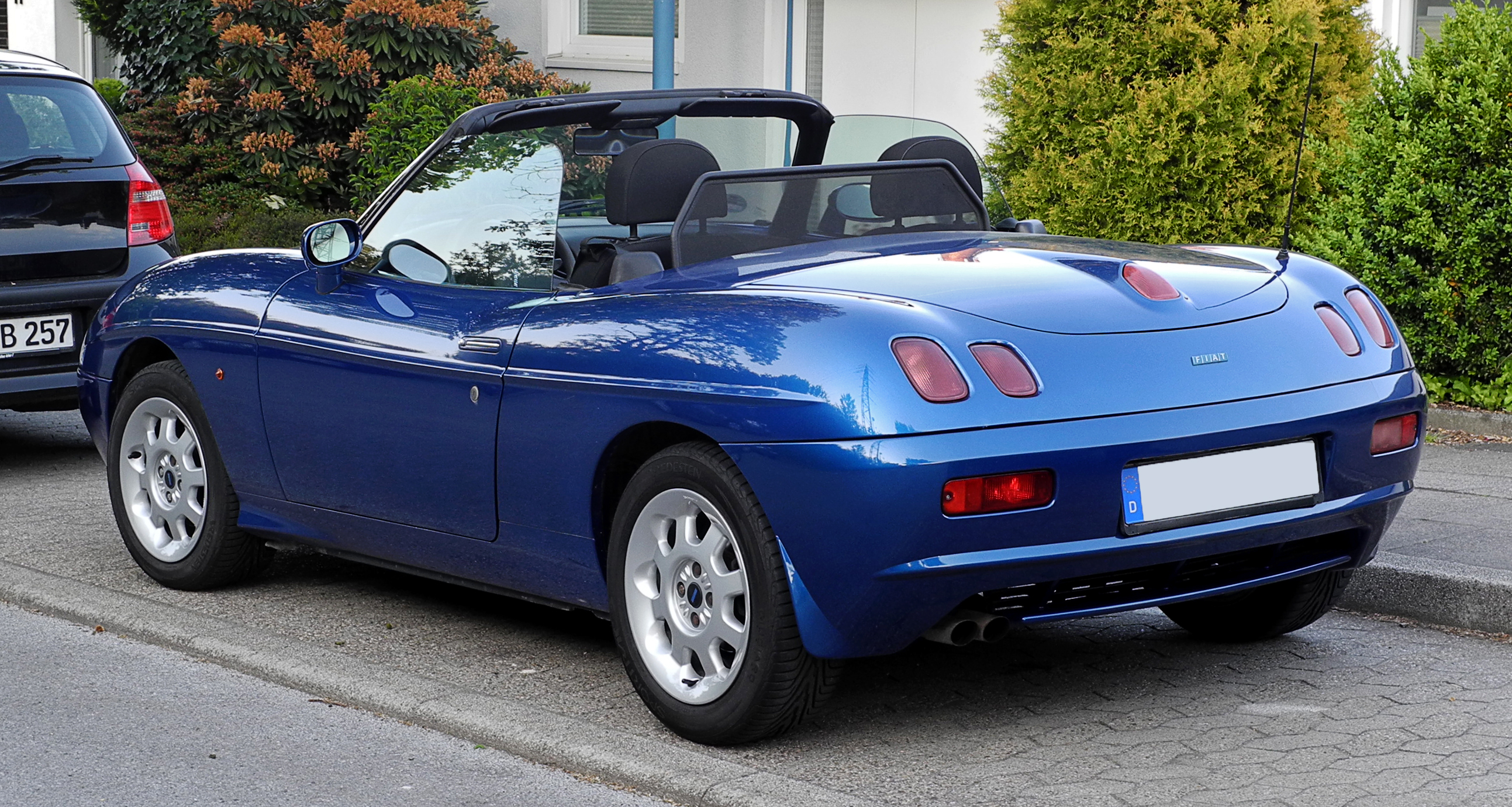
Heckansicht
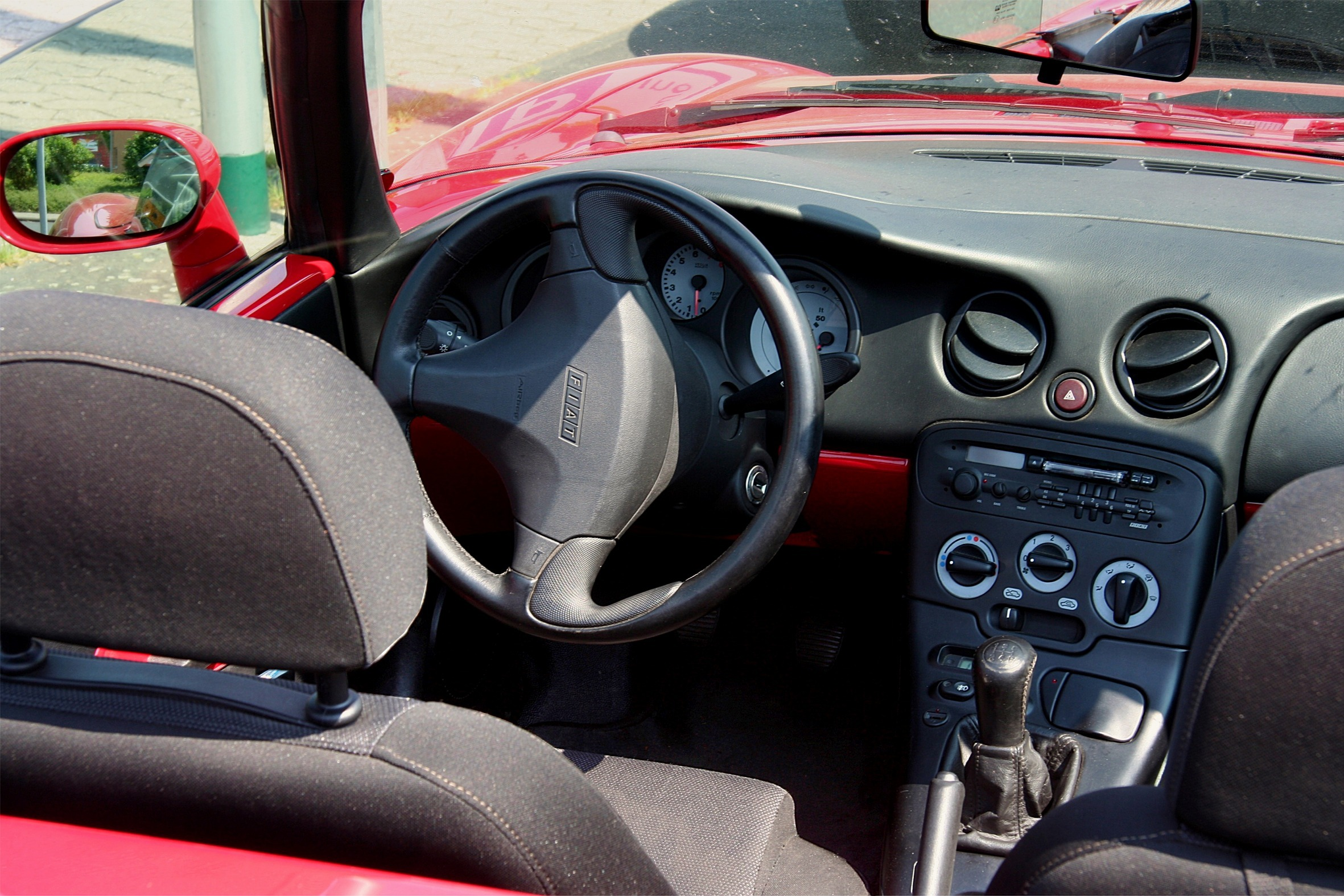
Cockpit
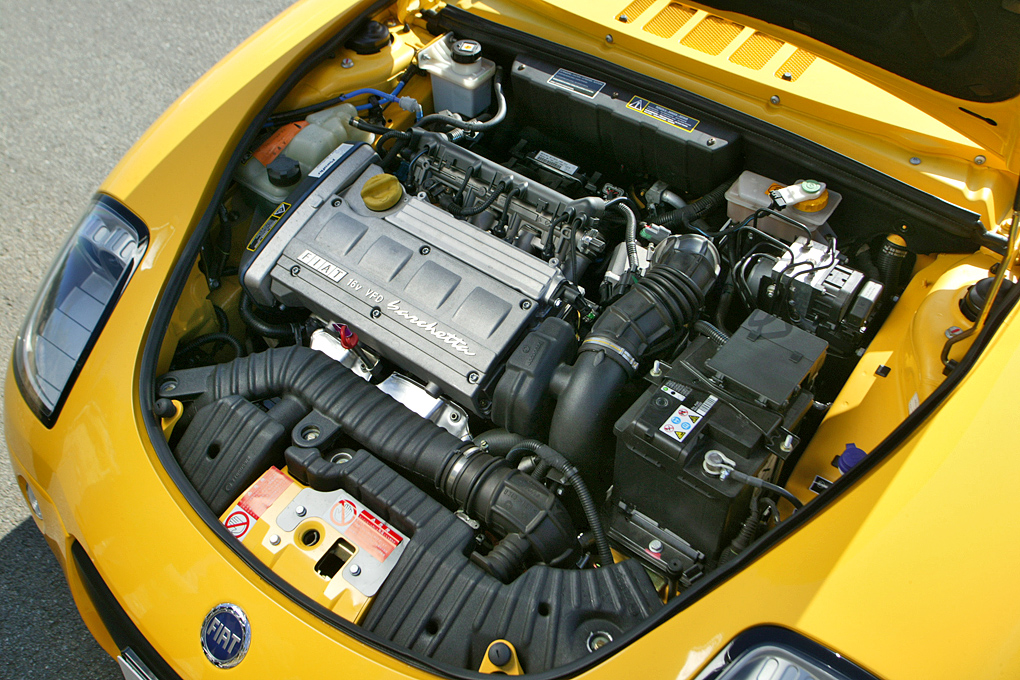
Motorraum

Ab Sommer 2000 wurde ein Motor mit elektronisch gesteuerter Drosselklappe eingebaut, um die Abgasnorm Euro 3 erfüllen zu können. 
Die Motorversionen unterschieden sich nominal nicht in ihrer Leistung.
Allen Motorversionen gemeinsam war eine Verstelleinrichtung für die Einlassnockenwelle (bei Fiat Phasenvariator genannt), die ein hohes Drehmoment bei niedriger Drehzahl (durch geringe Ventilüberschneidung) mit hohem Drehmoment und damit hoher Leistung bei hohen Drehzahlen (durch große Ventilüberschneidung) bewirkte. Der Verstellkolben an der Nockenwelle wurde abhängig von Drehzahl und Last hydraulisch durch Motoröl betätigt und durch eine Schraubenfeder in die Ausgangsposition zurückgestellt. Diese Feder war anfangs die Ursache für Defekte an dieser Verstelleinrichtung. Die Nockenwelle blieb dann in der Position für hohe Drehzahlen. Das machte sich in einem sehr harten, dieselähnlichen Laufgeräusch im Leerlauf und bei niedrigen Drehzahlen bemerkbar, was dem Phasenvariator in Barchetta-Kreisen den Namen „Dieselteil“ eingebracht hat. Die mit der Zeit erlahmende Feder wurde in der Serie mehrfach geändert, die letzte Version behob das Problem dauerhaft.

## Modellpflege
Der Fiat Barchetta wurde in verschiedenen, teilweise limitierten Sondereditionen gebaut (1998: Limited Edition; 1999: Limited Edition LE99; 2000: Lido, Riviera, Amalfi; 2001: Naxos, Milano; 2004: Adria), die sich durch besondere Farbgebung (Karosserie, Innenausstattung, Verdeck), Ledersitze und andere Ausstattungsvarianten voneinander unterschieden.
Hin und wieder gab es notwendige Anpassungen, z. B. die Einführung einer dritten Bremsleuchte im Mai 2000 oder Änderungen am Motor aufgrund verschärfter Anforderungen an Abgasemissionen.
Mitte 2003 wurden Front und Heck des Barchetta überarbeitet. An der Technik und Motorisierung änderte sich während der gesamten Produktionszeit dagegen fast nichts.

## Produktionsende
Die Produktion des Fiat Barchetta, der 1995 zum Cabrio des Jahres gewählt worden war, endete im Juni 2005 nach zehn Produktionsjahren. Insgesamt wurden 57.521 Fahrzeuge hergestellt, ungefähr die Hälfte davon wurde in Deutschland zugelassen.

## Technische Details
| Motor:                         | Vierzylinder-Reihenmotor (wassergekühlt) |
| Einbaulage:                    | Frontmotor quer |
| Hubraum:                       | 1747 cm³ |
| Bohrung × Hub:                 | 82,0 × 82,7 mm |
| Ventilsteuerung:               | 2 obenliegende Nockenwellen, über Zahnriemen angetrieben 4 Ventile je Zylinder, Einlassventile variabel durch verstellbare Nockenwelle                        |
| Max. Leistung:                 | 96 kW (131 PS) bei 6300/min |
| Max. Drehmoment.               | 164 Nm bei 4300/min |
| Kraftübertragung:              | 5-Gang-Getriebe (Mittelschaltung), Frontantrieb |
| Fahrwerk:                      | vorn Querlenker mit MacPherson-Federbeinen, hinten parallele Schwingen mit Schraubenfedern und Stoßdämpfern, Stabilisator vorn und hinten, Zahnstangenlenkung |
| Bremse:                        | Hydraulische Zweikreisbremse mit Bremskraftverstärker, Scheibenbremsen (vorn innenbelüftet)                                                                   |
| Aufbau:                        | Zweisitziges Cabriolet mit zwei Türen |
| Radstand:                      | 2275 mm |
| Spurweite vorn/hinten:         | 1412/1407 mm |
| Reifen:                        | 195/55 R 15 H |
| Länge × Breite × Höhe:         | 3916 × 1640 × 1265 mm |
| Kofferraumvolumen:             | 165 l |
| Leergewicht (einschl. Fahrer): | 1135 kg |
| Max. Zuladung:                 | 165 kg |
| Tankvolumen:                   | 50 l |
| Ø-Verbrauch:                   | 8,5 l/100 km |
| Kraftstoff:                    | Super |
| Abgasnorm:                     | Euro 2; Euro 3 |
| CO2-Emission:                  | 181 g/km |
| Höchstgeschwindigkeit:         | 200 km/h |
| Beschleunigung, 0–100 km/h:    | 8,9 s |